# Liste de mosquées d'Italie
Cet article présente la liste de mosquées d'Italie.

## Liste
| Nom                                    | Image | Ville               | Région    | Inauguration     | Remarques                                 |
| -------------------------------------- | ----- | ------------------- | --------- | ---------------- | ----------------------------------------- |
| Mosquée de Rome                        |       | Rome                | Latium    | 21 juin 1995     | Plus grande mosquée d'Italie et d'Europe. |
| Mosquée al-Rahmàn de Segrate           |       | Segrate             | Lombardie | 28 mai 1988      |                                           |
| Mosquée du Roi Mohamed VI de Turin     |       | Turin               | Piémont   | 6 juillet 2013   |                                           |
| Mosquée Errahma de Catane              |       | Catane              | Sicile    | 15 décembre 2012 |                                           |
| Mosquée Omar de Catane                 |       | Catane              | Sicile    | 1980             | Première mosquée d'Italie.                |
| Mosquée de Palerme                     |       | Palerme             | Sicile    | 7 novembre 1990  | Mosquée sunnite tunisienne                |
| Mosquée Redwane de Colle di Val d'Elsa |       | Colle di Val d'Elsa | Toscane   | 25 octobre 2013  |                                           |
| Mosquée de San Donà di Piave           |       | San Donà di Piave   | Vénétie   |                  |                                           |